# Rudolf Gehring (Politiker, 1888)
Rudolf Gehring (* 30. August 1888 in Feuerbach; † 25. Januar 1980 in Stuttgart) war ein deutscher Verwaltungsbeamter und Politiker der SPD.

## Leben und Beruf
Nach dem Besuch der Volksschule absolvierte Gehring eine Schlosserlehre und arbeitete von 1921 bis 1928 als Werkzeugfräser und Dreher bei der Robert Bosch GmbH. Er schloss sich 1905 der Gewerkschaft an, war seit 1923 zunächst Geschäftsführer und später Teilhaber eines Baustoffwerkes. Seit 1941 arbeitete er als Helfer in Steuersachen. Nach dem Zweiten Weltkrieg trat er in den Verwaltungsdienst ein und war von 1946 bis 1952 als Ministerialrat im Innenministerium von Württemberg-Baden tätig.

## Politik
Gehring trat 1909 in die SPD ein und war 1919/20 Vorsitzender des Landesausschusses der Arbeiter- und Soldatenräte Württembergs. Er wirkte von 1921 bis 1923 als Parteisekretär der Sozialdemokraten in Stuttgart und war bis 1933 Gemeinderat in Feuerbach. Obwohl er von weitreichenden Nachstellungen verschont blieb, wurde ihm von den Nationalsozialisten nach deren Machtübernahme das kommunalpolitische Engagement vollständig untersagt. Dementsprechend politisch unbelastet konnte nach dem Zweiten Weltkrieg erfolgreich am demokratischen Neuaufbau mitwirken.
Im Juli 1946 kandidierte Gehring bei der vom Gemeinderat durchgeführten Oberbürgermeisterwahl in Stuttgart gegen den parteilosen Amtsinhaber Arnulf Klett, unterlag diesem jedoch mit 21 zu 26 Stimmen.
Gehring gehörte 1946 der Verfassunggebenden Landesversammlung Württemberg-Badens an, war von 1946 bis 1950 Mitglied des Landtags von Württemberg-Baden und dort Vorsitzender der SPD-Fraktion. 1952 wurde er in den Baden-Württembergischen Landtag gewählt, dem er bis 1964 angehörte. In allen drei Legislaturperioden amtierte er als Vizepräsident des Landtages. Der Landtag wählte ihn 1954 zum Mitglied der zweiten Bundesversammlung, die Theodor Heuss als Bundespräsident wiederwählte.
Gehrings Grabstätte befindet sich auf dem Friedhof in Stuttgart-Feuerbach.

## Ehrungen
- Verdienstmedaille des Landes Baden-Württemberg (1977)
- Bürgermedaille der Stadt Stuttgart
- Rudolf-Gehring-Platz in Stuttgart-Feuerbach